# Baie Verte–Green Bay
Circonscription électorale provinciale du Canada
Baie Verte–Green Bay est une circonscription électorale provinciale de la Chambre d'assemblée de la province canadienne de Terre-Neuve-et-Labrador.

## Liste des députés
| Baie Verte–Green Bay |                 |                           |             |             |
| Député               | Député          | Parti                     | Mandat      | Législature |
|                      | Brian Warr (en) | Libéral                   | 2015 - 2019 | 48e         |
|                      | Brian Warr (en) | Libéral                   | 2019 - 2021 | 49e         |
|                      | Brian Warr (en) | Libéral                   | 2021 - 2024 | 50e         |
|                      | Lin Paddock     | Progressiste-conservateur | 2024 -      | 50e         |